# Brahmi (vogel)
De Brahmi is een fictieve tropische vogelsoort die werd bedacht door de cabaretier Toon Hermans. Het diertje kwam ter sprake in de monoloog de ornitholoog die deel uitmaakte van Hermans' onemanshow uit 1980.
De roep van de Brahmi luidt brahmi.
Andere vogels uit de sketch zijn de Tjak-tjak, de witte Roepie-roepie, de zwarte Roepie-roepie, de Poelifinario en de Kroet.